# Viśvakarmā

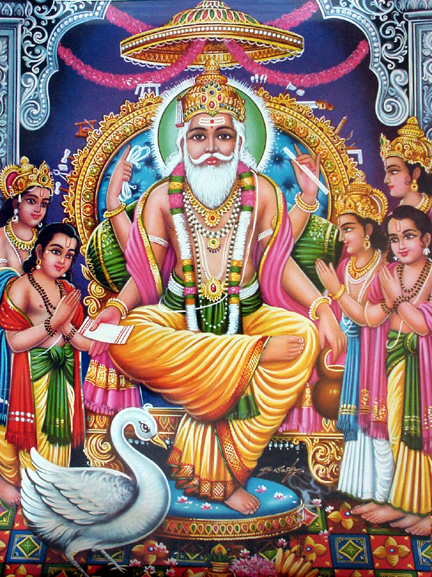
Viśvakarmā

Viśvakarmā (sanscrito: विश्वकर्मन|विश्वकर्मा  "il creatore di tutto", IAST: Viśvakarmā, tamil: விசுவகர்மன், thailandese: พระวิศวกรรม) è il dio  indù che presiede tutti gli artigiani e architetti. Egli è il "Grande Architetto", colui che ha inventato e progettato l'architettura divina dell'Universo, il Signore della Creazione. È collegato al dio vedico Tvaṣṭṛ, di cui "Viśvakarmā" era originariamente un epiteto.
Rudolf Steiner afferma che Viśvakarmā in realtà sia per gli indiani lo spirito del Cristo il cui nome significa "quell'essere che viveva al di là della sfera dei sette risci", in quanto nei tempi antichi il suo spirito era ancora lontano dalla Terra.